# Бусаргин, Роман Викторович
Рома́н Ви́кторович Бусарги́н (род. 29 июля 1981, Большая Сакма, Саратовская область) — российский государственный и политический деятель. Губернатор Саратовской области с 16 сентября 2022 (врио 10 мая — 16 сентября 2022).

## Биография
Родился 29 июля 1981 года в селе Большая Сакма Краснопартизанского района Саратовской области.

### Образование
В 2003 году окончил Саратовский государственный аграрный университет имени Н. И. Вавилова.
В 2017 году окончил Российский университет кооперации.
В 2008 году  в Поволжской академии государственной службы защитил диссертацию на соискание учёной степени кандидата социологических наук. Тема диссертации: «Влияние информации на формирование этнополитического сознания россиян: региональный аспект».

### Трудовая деятельность
С 2005 по 2008 год работал в администрации Саратовского района. С 2008 по 2009 год был первым заместителем главы администрации Саратовского района.
С 2009 по 2011 годы являлся заместителем главы администрации Приволжского МО Энгельсского муниципального района. В январе 2011 года был назначен на должность заместителя главы администрации МО города Энгельс. С 2013 по 2018 годы занимал должность председателя комитета ЖКХ, ТЭК, транспорта и связи администрации Энгельсского муниципального района.
В 2018 году исполнял обязанности председателя комитета по ЖКХ администрации МО «Город Саратов», занимал пост заместителя главы администрации Саратова по городскому хозяйству.
В октябре 2018 года был назначен на должность заместителя председателя правительства Саратовской области. 21 октября 2020 года был назначен на должность вице-губернатора — председателя правительства Саратовской области.

## Губернатор Саратовской области
10 мая 2022 года президентом России Владимиром Путиным назначен временно исполняющим обязанности губернатора Саратовской области. Прежний руководитель области Валерий Радаев, возглавлявший регион с 2012 года, подал в отставку, которая была принята президентом.
16 сентября 2022 года вступил в должность.

## Санкции
19 августа 2022 года, за поддержку вторжения России на Украину, Бусаргин внесён в санкционный список Канады «близких соратников режима, которые являются соучастниками агрессии российского режима против Украины».
19 октября 2022 года включён санкции Украины как «глава государственного органа, осуществлявший поддержку/поощрение/публичное одобрение политики РФ, направленной на проведение военных действий и геноцид гражданского населения в Украине».
24 февраля 2023 года США включили Бусаргина в санкционный список лиц причастных к «осуществлению российских операций и агрессии в отношении Украины, а также к незаконному управлению оккупированными украинскими территориями в интересах РФ», в частности за «призыв граждан на войну в Украине».
По аналогичным основаниям находится под санкциями Великобритании, Австралии, Новой Зеландии.

## Семья
Женат, отец двоих детей. Сын Иван погиб в ДТП 22 июля 2024 года в возрасте 17 лет.

## Награды
- Медаль ордена «За заслуги перед Отечеством» II степени (2021)[16]